# Albert Kriegel
Karl Albert Kriegel, född den 15 februari 1804 i Dresden, Kurfurstendömet Sachsen, Tyskromerska riket, död den 30 mars 1834, var en tysk rättslärd. 
Kriegel blev student vid Leipzigs universitet 1822. Bland hans lärare märks Christian Gottlieb Haubold, Karl Friedrich Christian Wenck, Christian Gottlob Biener och Gottfried Hermann. Efter att ha avlagt sin examen begav han sig 1827 till Göttingen, där han tillbragte ett år för att lyssna till Karl Friedrich Eichhorns, Arnold Hermann Ludwig Heerens, Gustav von Hugos och Georg Friedrich Sartorius föreläsningar. År  1830 promoverades han i Leipzig till juris doktor efter att ha försvarat dissertationen Antiqua versio Latina Fragmentorum e Modestini Libro de Excusationibus in Dig. libro XXVI tit. III. V et VI et Libro XXVII. tit. 1 obviorum in integrum restituta. Han började därefter föreläsa over pandekterna. Sedan 1827 förberedde han tillsammans med sin bror Moritz en ny utgåva av Corpus juris civilis, av vilken han endast hann fullborda första bandet. Kriegel blev extra ordinarie professor vid Leipzigs universitet 1832. Inför tillrädet av tjänsten författade han skrifterna De Verdorum Significationibus in jure caute distinguendis och Symbolae criticae ad Novellas Justiniani sive Novella LXXXVII, in integrum restituta e Codice Veneto, Florentino atque Vindobonensi. Jämte uppsatser för lärda tidskrifter blev hans sista arbete  andra upplagan av sista delen av Karl Friedrich Curtius handbok om den i Sachsen gällande civilrätten (1834).